# Nashville (Indiana, Brown megye)
Nashville település az Amerikai Egyesült Államok Indiana államában, Brown megyében, melynek megyeszékhelye is. Lakosainak száma 1256 fő (2020. április 1.).

## Népesség
A település népességének változása:

| 2010 | 803   |
| 2020 | 1 256 |